# I'm So Tired...
«I'm So Tired...» (estilizado en minúsculas) es una canción grabada por el cantante estadounidense Lauv y el cantante australiano Troye Sivan, fue lanzada por AWAL el 24 de enero de 2019 como primer sencillo del álbum de estudio debut de Lauv, How I'm Feeling (2020). La canción alcanzó el número ocho en la lista UK Singles Chart, convirtiéndose en el primer top 10 de ambos artistas en Reino Unido. También alcanzó el top 5 en Irlanda, el top 10 en Nueva Zelanda y el top 15 de Australia.

## Antecedentes
El 16 de enero de 2019, Lauv y Sivan anunciaron el lanzamiento de la colaboración en Twitter después de que habían hecho una colaboración potencial esa misma semana al crear una lista de reproducción con canciones para dormir, que ambos describieron sarcásticamente como "random". Lauv habló sobre cuando hicieron la canción: "Estoy tan cansado... él [Sivan] sonaba demasiado bien cantandola, así que creo que fue natural grabar juntos". Sivan llamó la canción un "dúo accidental" y "una canción desgarradora sobre una persona ineludible".

## Recepción crítica
Rolling Stone llamó a la canción un "corte implacable" que "tira modernas baladas despreocupadas como «Hurts Like Heaven» de Coldplay y «Buzzcut Season» de Lorde", con Lauv y Sivan cantando sobre cómo están "tan cansados de canciones de amor". Lake Schatz de Consequence of Sound lo llamó "una escucha reflexiva y seria".

## Posicionamiento en listas
| Lista (2019)                           | Mejor posición |
| -------------------------------------- | -------------- |
| Alemania (Media Control AG)            | 42             |
| Australia (ARIA)                       | 11             |
| Austria (Ö3 Austria Top 40)            | 22             |
| Bélgica (Flandes) (Ultratop 50)        | 37             |
| Bélgica (Valonia) (Ultratop 50)        | 45             |
| Canadá (Canadian Hot 100)              | 57             |
| Dinamarca (Tracklisten)                | 40             |
| Escocia (Scottish Singles Sales Chart) | 7              |
| Eslovenia (SloTop50)                   | 43             |
| Malasia (RIM)                          | 3              |
| Noruega (VG-lista)                     | 21             |
| Nueva Zelanda (Recorded Music NZ)      | 9              |
| Países Bajos (Mega Single Top 100)     | 63             |
| República Checa (Rádio Top 100)        | 19             |
| Rumania (Airplay 100)                  | 44             |
| Singapur (RIAS)                        | 3              |

## Certificaciones
| País          | Organismo certificador | Certificación | Ventas certificadas | Ref. |
| ------------- | ---------------------- | ------------- | ------------------- | ---- |
| Nueva Zelanda | RMNZ                   | Oro           | 15 000              |      |
| Reino Unido   | BPI                    | Plata         | 200 000             |      |